# نشویل پلنتیشن (مین)
نشویل پلنتیشن (به انگلیسی: Nashville Plantation) یک منطقهٔ مسکونی در ایالات متحده آمریکا است که در شهرستان اروزتوک، مین واقع شده‌است. نشویل پلنتیشن ۹۲٫۲ کیلومتر مربع مساحت و ۲۷ نفر جمعیت دارد و ۱۸۰ متر بالاتر از سطح دریا واقع شده‌است.